# Stigma (bogstav)
 For alternative betydninger, se Stigma. (Se også artikler, som begynder med Stigma)
Stigma () er en ligatur af sigma og tau i det græske alfabet.

## Computer
I unicode er Ϛ U+03DA, ϛ er U+03DB.
|   | decimal | hex     | HTML |
| - | ------- | ------- | ---- |
| ϛ | &#987;  | &#x3DB; |      |
| Ϛ | &#986;  | &#x3DA; |      |